# Metalectra argina
Metalectra argina är en fjärilsart som beskrevs av Druce 1890. Metalectra argina ingår i släktet Metalectra och familjen nattflyn. Inga underarter finns listade i Catalogue of Life.